# Fada, Tchad

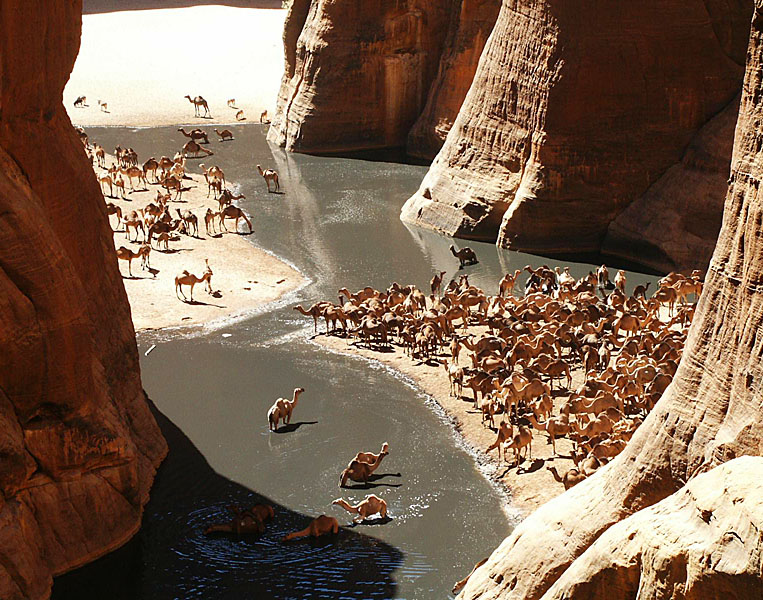
Guelta d'Archei utanför Fada.

Fada är huvudstad i Ennedidistriktet i Tchad. I december 2005 var invånarantalet 23 786. Staden är känd för sina grottmålningar och stenformationer. Guelta d'Archei och träd som växer i en wadi är lokala attraktioner. Tchads nuvarande president Idriss Déby föddes här. 